# Rainer Dörr
Rainer Dörr (* 4. Juni 1955 in Frankfurt am Main) ist ein ehemaliger deutscher Fußballspieler und -trainer.

## Karriere
Der Abwehrspieler begann seine Profikarriere in der Fußball-Bundesliga mit der Saison 1976/1977 bei der Frankfurter Eintracht. Er wechselte 1978 in die damals noch zweigeteilte 2. Bundesliga Süd zum FC Augsburg. Anschließend spielte er jeweils eine Saison (1979/1980) für den Würzburger FV und 1980/1981 für die SpVgg Bayreuth. Der  1. FC Saarbrücken nahm ihn nach Zwischenstationen in Homburg und Höchst 1985 noch einmal in seinen Bundesligakader auf, doch er erfuhr keinen Einsatz mehr.  Nach Erwerb der Trainerlizenz trainierte er den FC Eddersheim.